# Landy (rapper)
Landy, pseudonimo di Dylan Gahoussou Sylla (Parigi, 15 febbraio 1997), è un rapper e cantante francese di origini ivoriane e congolesi.

## Biografia
Dylan Gahoussou Sylla è nato a Parigi, da madre di origine ivoriana e padre congolese. All'età di sei anni si trasferisce a Joliot-Curie, nel comune di Saint-Denis. Nel 2013 commette alcuni furti, che lo portano a scontare la pena in carcere nel 2014.

## Carriera
Landy pubblica il suo primo singolo, Vaisseau mère, il 21 novembre 2017. Nei mesi seguenti escono diversi singoli e freestyle, che gli permettono di acquisire visibilità. L'8 marzo 2019 pubblica il suo primo album in studio, Assa baing, comprendente collaborazioni con Dadju, Heuss l'Enfoiré, Jul, Naza e Marwa Loud.
Il suo secondo album, A-One, viene reso disponibile il 18 dicembre 2020. L'album, il cui titolo si rifà all'Autoroute A1, è composto da 17 tracce come il precedente, e ha presenta collaborazioni con artisti come Koba LaD, Soolking, Ninho e Niska. Nel 2021 e nel 2022 le sue pubblicazioni si fanno sporadiche, con pochi singoli e qualche collaborazione.
Nel dicembre 2022 pubblica Vie d'avant, primo estratto dal suo terzo album. Il progetto, dal titolo Brave, esce il 14 febbraio 2023, ed è caratterizzato dalla presenza di artisti come Gazo, SDM, Leto, Rsko e Ronisia.

### Stile musicale
Landy ha affermato di considerare sé stesso sia un rapper sia un cantante, traendo ispirazione dalla musica ivoriana, come lo zouglou e il coupé-decalé. Ha dichiarato di ascoltare diversi tipi di musica, come la musica afro, congolese, ivoriana e nigeriana, oltre all'hip hop statunitense e all'R&B. Un argomento ricorrente nei testi di Landy è l'amore.

## Discografia

### Album in studio
- 2019 – Assa baing
- 2020 – A-One
- 2023 – Brave